# 1003
| Calendário gregoriano                                                        | 1003 MIII                                             |
| Ab urbe condita                                                              | 1756                                                  |
| Calendário arménio                                                           | 452 – 453                                             |
| Calendário bahá'í                                                            | -841 – -840                                           |
| Calendário budista                                                           | 1547                                                  |
| Calendário chinês                                                            | 3699 – 3700 Início a 5 de fevereiro (aproximadamente) |
| Calendário copta                                                             | 719 – 720                                             |
| Calendário etíope                                                            | 995 – 996                                             |
| Calendários hindus - Vikram Samvat - Calendário nacional indiano - Cáli Iuga | 1058 – 1059 924 – 925 4103 – 4104                     |
| Calendário Holoceno                                                          | 11003                                                 |
| Calendário islâmico                                                          | 393 – 394                                             |
| Calendário judaico                                                           | 4763 – 4764                                           |
| Calendário persa                                                             | 381 – 382                                             |
| Calendário rúnico                                                            | 1253                                                  |
| Calendário solar tailandês                                                   | 1546                                                  |

1003 (MIII, na numeração romana) foi um ano comum do século XI do Calendário Juliano, da Era de Cristo, a sua letra dominical foi C (52 semanas), teve início a uma sexta-feira e terminou também a uma sexta-feira.
No território que viria a ser o reino de Portugal estava em vigor a Era de César que já contava 1041 anos.
| Ano completo                       |
| ---------------------------------- |
| Ano comum com início à sexta-feira |

## Mortes
- 7 de Fevereiro - Rosália de Ivrea, rainha de França (n.c. 937).
- 4 de Maio - Herman II, Duque de Suábia (n.c. ???)